# Cattedrale di Karlstad
La cattedrale di Karlstad (in svedese: Karlstad domkyrka) è la cattedrale luterana di Karlstad, in Svezia, e sede della diocesi di Karlstad.

## Storia e descrizione
L'edificio è stato costruito tra il 1723 e il 1730, dopo l'incendio della cattedrale precedente, risalente al 1616. La cattedrale è stata inaugurata il 2 luglio 1730. Inizialmente è stata realizzata in stile barocco minimalista, senza molto ornamenti, ma dopo l'incendio che colpì la città nel 1865, danneggiando parte della cattedrale, la chiesa è stata ristrutturata in stile neoclassico. La chiesa era priva di torre, essendo stata concepita come una chiesa con pianta a croce greca con un campanile accanto. La navata conserva ancora oggi questa regolarità, con due alte finestre a tutto sesto su ogni lato di ogni braccio della croce. Tra il 1735 ed il 1737 è stata aggiunta la torre a ovest, rompendo così il piano originale a croce greca.